# Bienenkundemuseum Münstertal

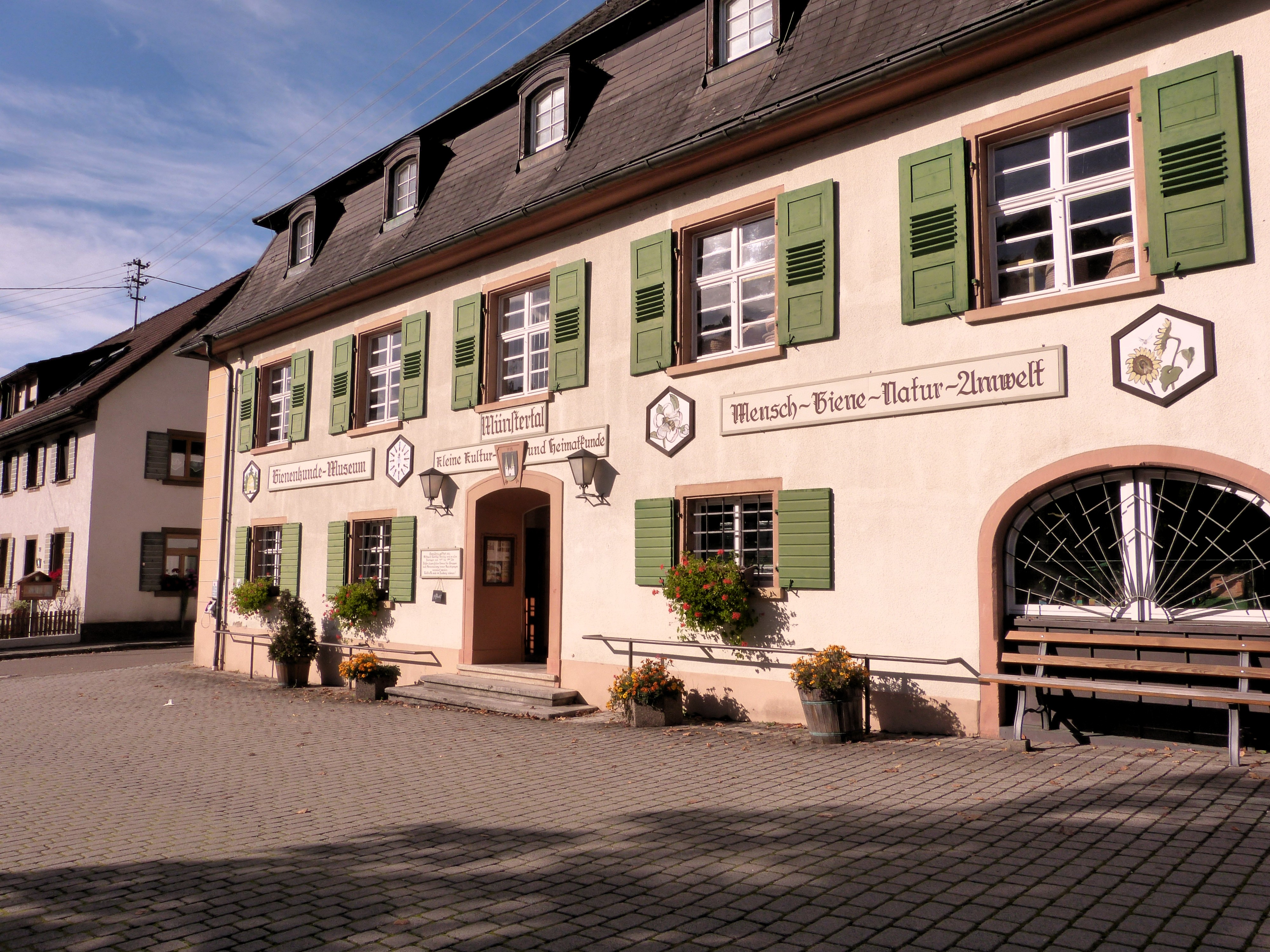
Bienenkundemuseum Münstertal

Das Bienenkundemuseum Münstertal ist ein Kultur- und Heimatmuseum zu den Themen Bienenhaltung und Imker im ehemaligen Rathaus im Obertal von Münstertal/Schwarzwald. Das Museum wurde 1978 durch den Imkermeister Karl Pfefferle gegründet und wird durch den Imkerverein Münstertal betreut.